# Војин Дајовић
Војин Дајовић (Никшић, 1914 — Београд, 1993) био је академик, математичар, доктор наука, шеф Катедре за математику Природно-математичког факултета у Београду и носилац пројекта за оснивање Математичке гимназије у Београду. Веома значајна област деловања је његова активност у Друштву математичара Србије и Савезу друштава математичара, физичара и астронома Југославије. Био је један од иницијатора оснивања Друштва математичара и физичара Србије, које је основано у јануару 1948. године, а он је у њему био покретач и носилац бројних и разноврсних активности.
За ванредног члана Црногорске академије наука и умјетности изабран је 1981. године, а за редовног члана 1989. године.

## Биографија
Рођен је 25. септембра 1914. године у Никшићу, где је завршио основну школу и гимназију. Филозофски факултет у Београду, уписао је 1934. године, Група за теоријску математику. Као апсолвент математике наставио је да студира на Групи за физичку хемију истог факултета. Дипломирао је на Математичкој групи 1946. године. Докторску дисертацију Егзистенција граничних вредности неких класа аналитичких функција одбранио је 1956. године на Природно-математичком факултету Универзитета у Београду. У звању асистента за математику Филозофског факултета Универзитета у Београду радио је од 1947. године до формирања Природно-математичког факултета 1948. године. Даљи радни век провео је на Природноматематичком факултету у Београду, у звању асистента, доцента, ванредног професора и у звању редовног професора до одласка у пензију 1980. године.
Током школске 1963/64. године био је на десетомесечном научном усавршавању на Механичко-математичком факултету Московског државног универзитета „Ломоносов”. Том приликом се поред истраживања у области комплексне анализе бавио и истраживањима у области рачунарских наука. По повратку у Београд држао је први курс из предмета Програмирање, иницирајући на тај начин даљи развој рачунарства у нас и формирање рачунарског смера на Институту за математику ПМФ-а у Београду.
Под његовим непосредним руководством одбрањено је 13 магистарских и 10 докторских дисертација. Иницирао је формирање Научне секције Друштва математичара Србије и одржавање интернационалних симпозијума из комплексне анализе и њених примена. Својим активностима значајно је допринео да се у Београду формира и афирмише велики број истраживача у области теорије функција, тако да се данас може говорити о београдској школи теорије функција.
Превео је са немачког значајно двотомно дело (уџбеник) Р. Коуранта Курс диференцијалног и интегралног рачуна I, Научна књига, Београд 1951, стр. XVI+416, Курс диференцијалног и интегралног рачуна II, Научна књига, Београд 1952, стр. VIII+434.
Умро је у Београду 5. јула 1993. године. Сахрањен је 9. јула 1993. године у Алеји заслужних грађана на београдском Новом гробљу.

## Наставна делатност
Држао је предавања из Теорије функција комплексне променљиве, Анализе I, Анализе II, Математике I и Математике II на Природно-математичком факултету у Београду, Теорије функција комплексне променљиве на Филозофском факултету у Нишу и Природно-математичком факултету у Подгорици, а на Грађевинском факултету у Београду, за студенте последипломских студија, из Теорије функција комплексне променљиве с применама и из Теорије функција комплексне променљиве и специјалних функција.

## Публиковани радови и научна саопштења (избор)
Научни радови др Војина Дајовића односе се на област теорије функција комплексне променљиве, којој припадају његова докторска дисертација и сви научни радови, објављени у научним часописима или саопштени на међународним и домаћим научним скуповима. 
- О егзистенцији граничних вредности на рубу јединичног круга резултанте двеју класа функција - Весник Друштва математичара и физичара НР Србије, Београд, 1951, књ. III, 3-4, pp. 51–55.
- - , 1956, t.242, pp. 2087–2090.
- - Весник Друштва математичара и физичара НР Србије, Београд, 1956, књ. VIII, 1-2, pp. 23–28.
- (Саопштено на ИЦМ, Стокхолм, 1962)
- Теореме инверзне теореми о Хадамард-овом производу - Математички весник, Београд, 1968, књ. 4 (19), св.1, pp. 61–66. (Саопштено на ИЦМ, Москва, 1966)
- О Развитку теорије аналитичких функција и раду Михаила Петровића у тој области математике, Математички весник, Београд, 1968, књ. 5(20), св. 4, pp. 409–418.
- -Mathematica Balkanica, Београд, 1973, т. 3, п. 53-56.
- - Математички весник, Београд, 1976, књ. 13 (28), св. 2, pp. 389– 392.
- , Математички весник, Београд, 1988, књ.40, св.3-4, pp. 205–208. (Саопштено на III International Symposium on Complex Analysis and Applications, Херцег- Нови, 1988)